# Ворре, Йеспер
Йеспер Ворре (дат. Jesper Worre; род. 5 июня 1959, в Фредериксберге, Дания) — датский профессиональный шоссейный и трековый велогонщик. В 1999—2009 годах Председатель Велоспортивного союза Дании.

## Достижения

### Шоссе
1976
2-й Чемпионат Дании — Командная гонка с раздельным стартом (юниоры)
1977
1-й  Чемпион Дании — Групповая гонка (юниоры)
2-й Чемпионат Дании — Командная гонка с раздельным стартом (юниоры)
1980
1-й  Чемпион Дании — Командная гонка с раздельным стартом (любители)
10-й летние Олимпийские игры — Командная шоссейная гонка
1982
2-й — Неделя Ломбардии — Генеральная классификация
1-й — Этап 4
1983
1-й — Джиро дель Венето
3-й — Гран-при Индустрия и Артиджанато ди Ларчано
1984
1-й — Этап 4 Тиррено — Адриатико
1985
1-й — Пролог Тур Дании
2-й — Гран-при Индустрия и Артиджанато ди Ларчано
4-й — Чемпионат Цюриха
1986
1-й — Тур Дании — Генеральная классификация
3-й — Гран-при Эдди Меркса
6-й — Чемпионат Цюриха
8-й — Чемпионат мира — Групповая гонка
1987
2-й — Гран-при города Камайоре
1988
1-й — Тур Швеции — Генеральная классификация
1-й — Этапы 3 и 7 (ИГ)
1-й — Тур Америки — Генеральная классификация
1990
1-й — Этап 6 Вуэльта Испании
1991
1-й — Этап 11 Тур Аргентины

### Трек
1986
3-й  Чемпионат мира — Индивидуальная гонка преследования (профессионалы)
1987
2-й  Чемпионат мира — Индивидуальная гонка преследования (профессионалы)
1988
3-й  Чемпионат мира — Индивидуальная гонка преследования (профессионалы)

## Статистика выступлений

### Гранд-туры
| Гранд-тур                 | 1983 | 1984 | 1985 | 1986 | 1987 | 1988 | 1989 | 1990 | 1991 | 1992 |
| ------------------------- | ---- | ---- | ---- | ---- | ---- | ---- | ---- | ---- | ---- | ---- |
| Джиро д’Италия            | 88   | НФ   | НФ   | 15   | НФ   | 68   | 71   | —    | —    | НФ   |
| Тур де Франс              | —    | —    | —    | —    | —    | —    | 88   | —    | —    | —    |
| (c 2010 ) Вуэльта Испании | —    | —    | —    | —    | —    | —    | —    | 51   | —    | —    |

| —  | Не участвовал  |
| НФ | Не финишировал |